# Patrick Bouvier Kennedy
Patrick Bouvier Kennedy (7 de Agosto de 1963 - 9 de Agosto de 1963) foi o quarto filho do ex-presidente norte-americano John F. Kennedy e da primeira-dama Jacqueline Kennedy. Seu peso ao nascer era de cerca de 2,11 kg, e ele foi classificado como prematuro.  Viveu apenas dois dias, devido à síndrome da angústia respiratória do recém-nascido.

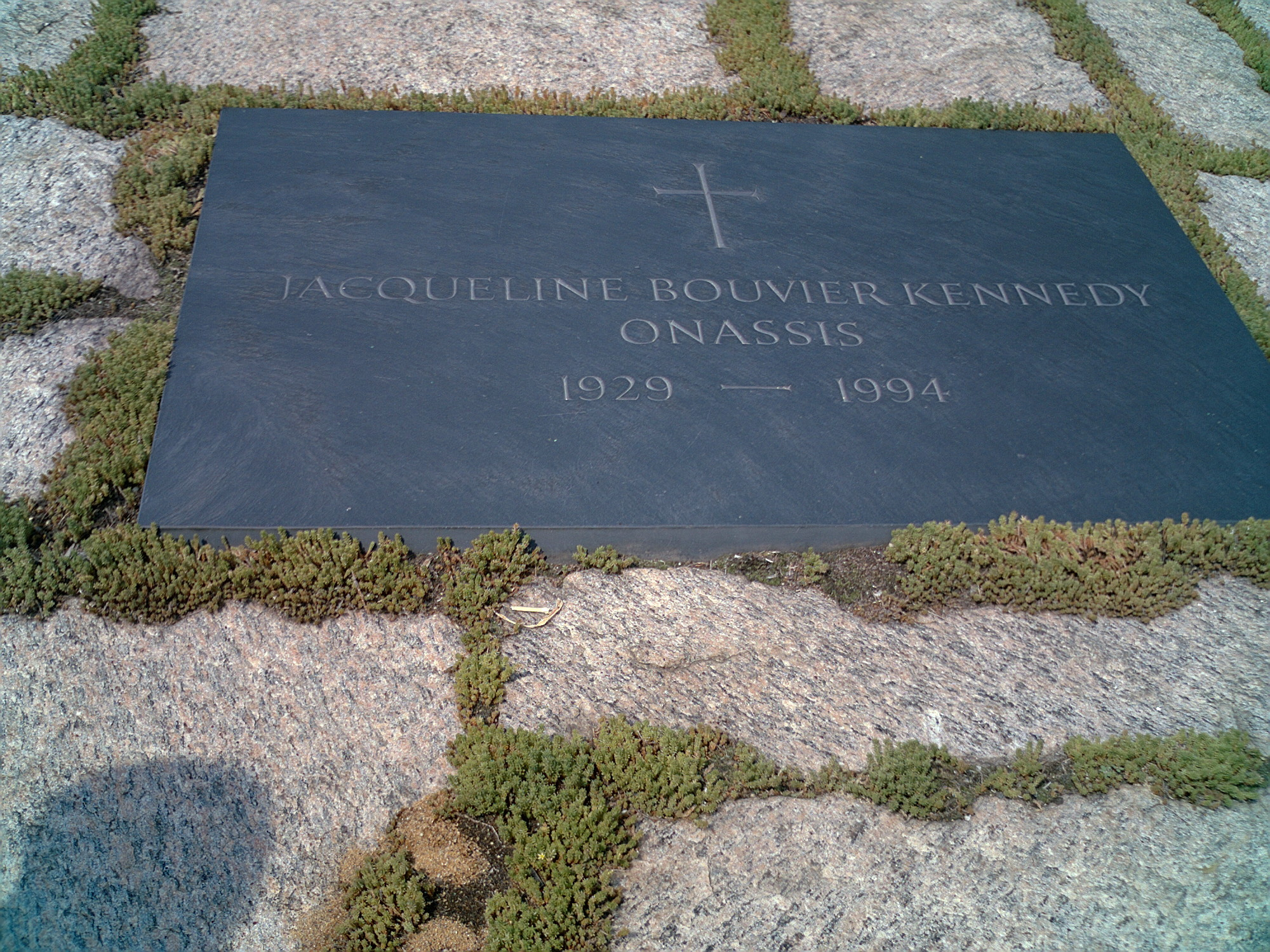
Túmulo de Jacqueline Kennedy Onassis, mãe de Patrick Bouvier, no Cemitério Nacional de Arlington, ao lado da tumba do presidente John F. Kennedy.